# Rabenstein (Kellerwald)
Der Rabenstein ist ein 439,3 m ü. NHN hoher Berg des Mittelgebirges Kellerwald bei Affoldern im hessischen Landkreis Waldeck-Frankenberg. Er erhebt sich direkt südlich des in der Rabensteinpforte liegenden Affolderner Sees.

## Geographie

### Lage

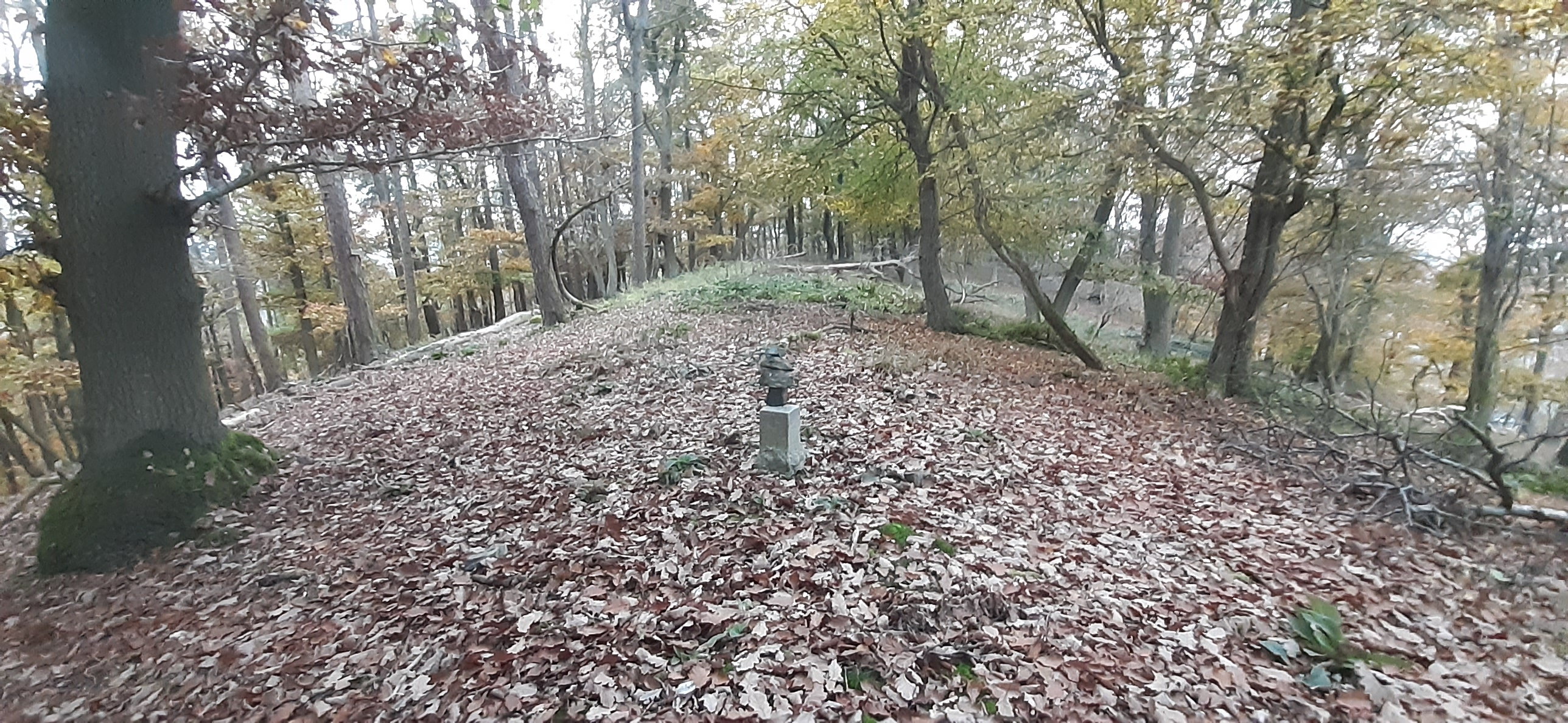
Das Gipfelplateau des Rabensteins mit zwei trigonometrischen Punkten.

Der Rabenstein erhebt sich im Nordosten des Kellerwaldes innerhalb und am Ostrand sowohl des Naturparks Kellerwald-Edersee als auch des noch stärker geschützten Nationalparks Kellerwald-Edersee. Sein Gipfel liegt 1 km südwestlich von Affoldern, 1,8 km westsüdwestlich von Mehlen, 2,8 km westnordwestlich von Giflitz, 1,8 km nordwestlich von dessen Wohnsiedlung Am Kalkrain und 2,2 km nordöstlich von Kleinern; sie alle gehören zur Gemeinde Edertal. Er befindet sich 234,9 m über dem Wasserspiegel des Affolderner Sees und 245,3 m über jenem der Eder direkt unterhalb der Affolderner Staustufe. Bergnachbarn sind im Südwesten der Kumpeskopf (ca. 400 m) und im Ostsüdosten die Wolfskaute (300,1 m).

### Naturräumliche Zuordnung
Der steil aufragende und dicht bewaldete Rabenstein gehört in der naturräumlichen Haupteinheitengruppe Westhessisches Bergland (Nr. 34) und in der Haupteinheit Kellerwald (344) zur Untereinheit Wildunger Bergland (344.2), dessen nordöstlichster Berg er ist. Sein Nordhang fällt in die Rabensteinpforte ab, in der die Eder aus der westlich befindlichen Untereinheit Ederseetrog (344.4) nach Osten in den nördlich vorbei am Berg ziehenden Naturraum Wegaer Ederaue (341.51) fließt, die in der Haupteinheit Ostwaldecker Randsenken (341) zur Untereinheit Wildunger Senke (341.5) zählt. Nach Westen leitet die Landschaft des Berges nördlich vorbei am Kumpeskopf in die Untereinheit Große Hardt (344.3) über. Nach Osten fällt sie über die Wolfskaute in den zur Wildunger Senke gehörenden Naturraum Wildehügelland (341.52) ab.

## Schutzgebiete und Blaue Pitsche
Auf dem Rabenstein liegen Teile des Fauna-Flora-Habitat-Gebiets Kellerwald (FFH-Nr. 4819-301; 58,2261 km² groß) und des Vogelschutzgebiets (VSG) Kellerwald (VSG-Nr. 4920-401; 263,9949 km²). Bis auf untere Teile seiner nördlichen Hänge oder an diese heran reichen Teile des FFH- und Vogelschutzgebiets Stausee von Affoldern (FFH-/VSG-Nr. 4820-401; 1,4709 km²) und des dortigen Naturschutzgebiets Stausee von Affoldern (CDDA-Nr. 82621; 1936 ausgewiesen; 1,6248 km²) sowie Teile des östlich davon liegenden FFH-Gebiets Untere Eder (FFH-Nr. 4822-304; 16,659 km²), des dortigen VSG Ederaue (VSG-Nr. 4822-402; 30,9557 km²) und des dortigen Landschaftsschutzgebiets Auenverbund Ederaue (CDDA-Nr. 378400; 1993; 45,0585 km²). Außerdem wurden am 4. November 1999 wurden 72 ha des Berges zum Zwecke der „Entwicklung naturnaher Laubwaldgesellschaften mit einem erhöhten Totholzanteil“ unter Naturschutz gestellt.
Südlich des Berggipfels liegt in einer Senke ein „Blaue Pitsche“ genannter Teich von etwa 15 m Durchmesser, der eine große Anzahl verschiedener Molche beherbergt, die alle unter Schutz stehen.

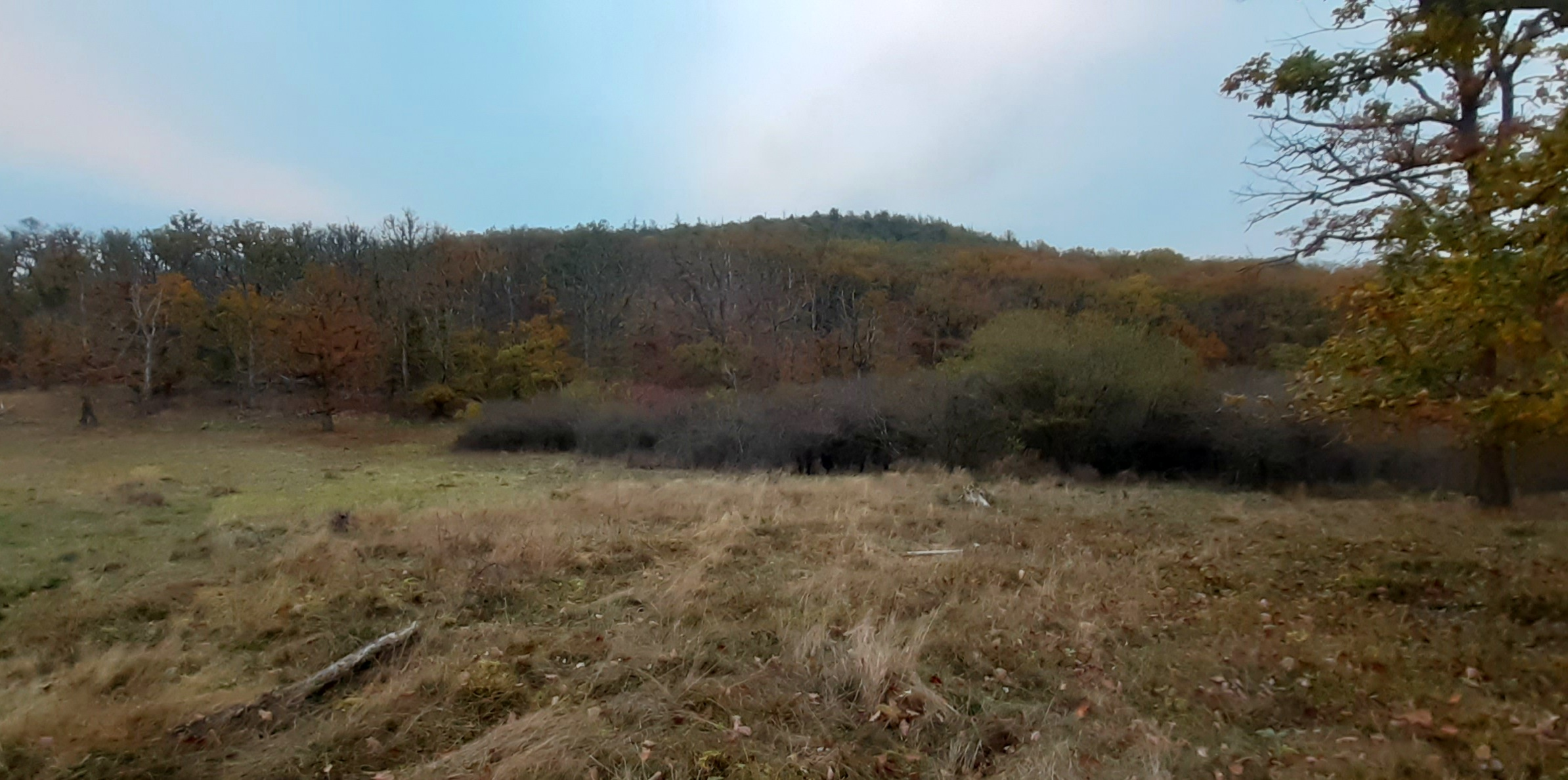
Blick vom Plateau unterhalb des westlichen Vorgrates auf den Rabenstein
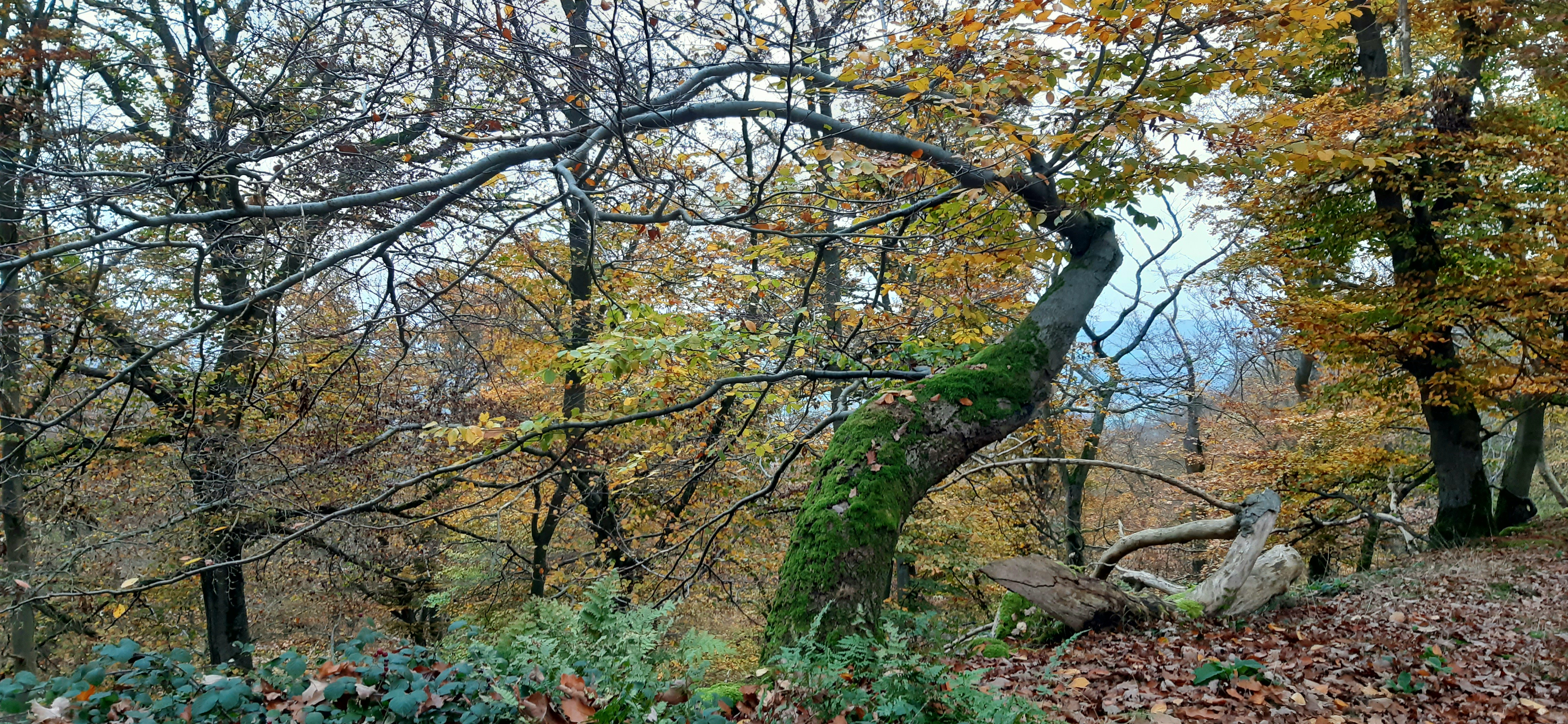
An der Steilflanke des Rabensteines nach Norden
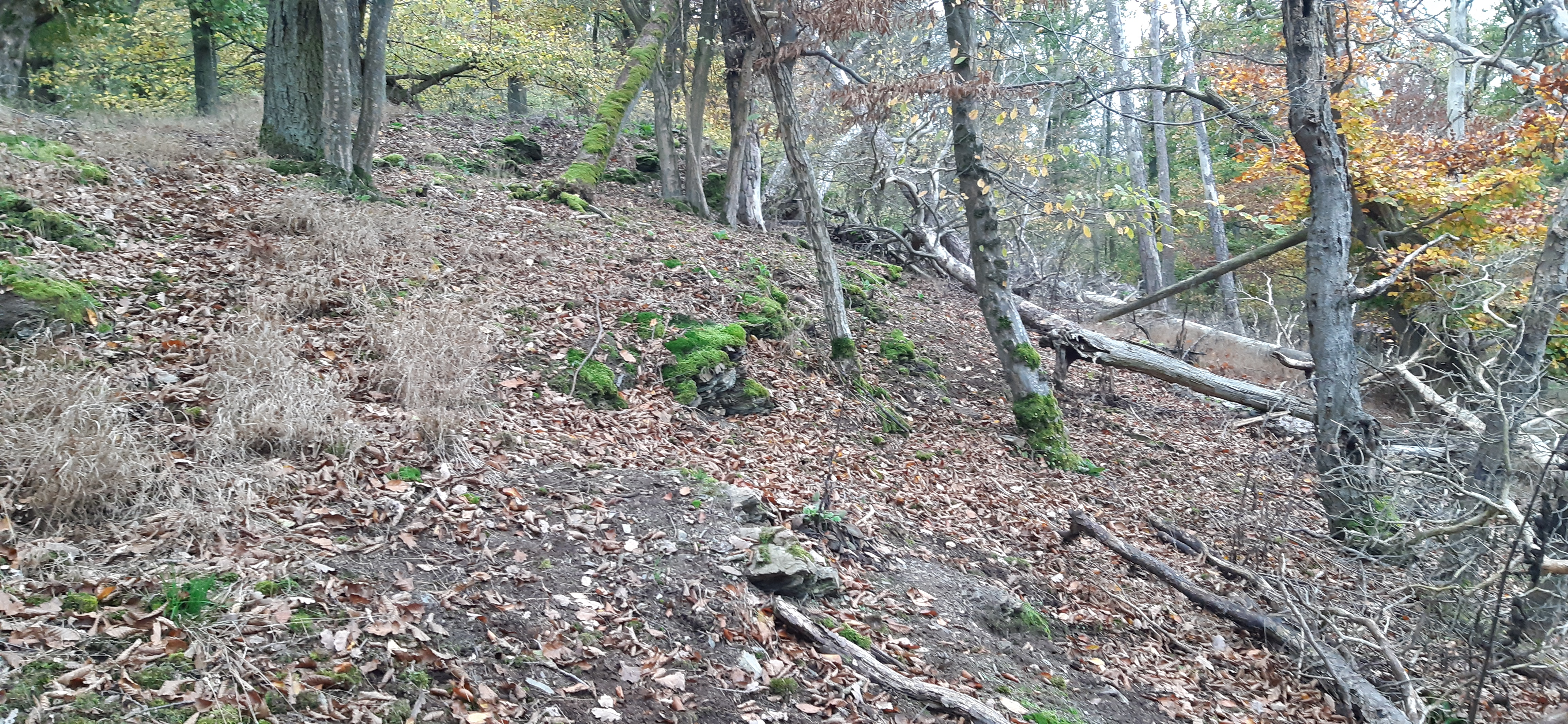
Wallrest der Ringwallanlage südwestlich des Gipfels
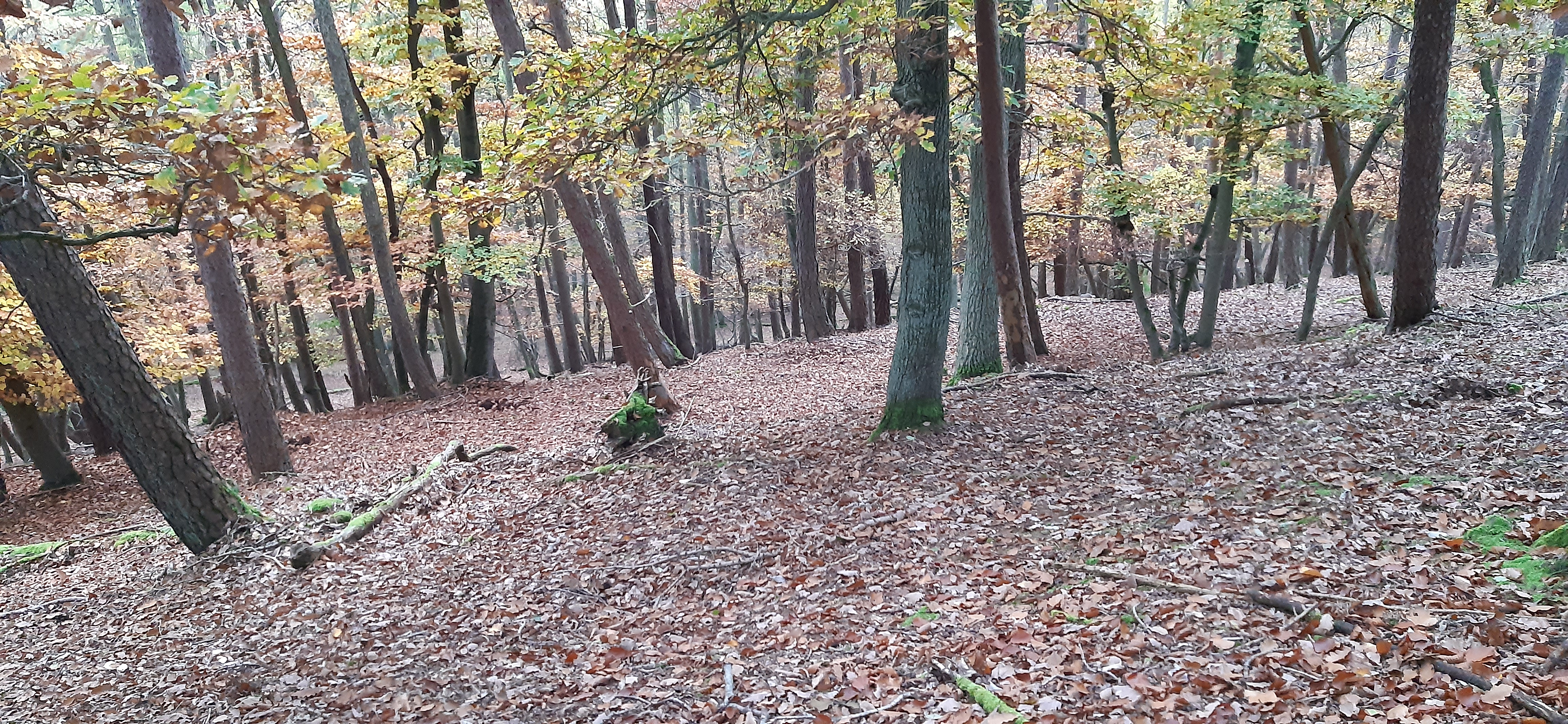
Verschliffener Wall- und Grabenrest südlich des Gipfels
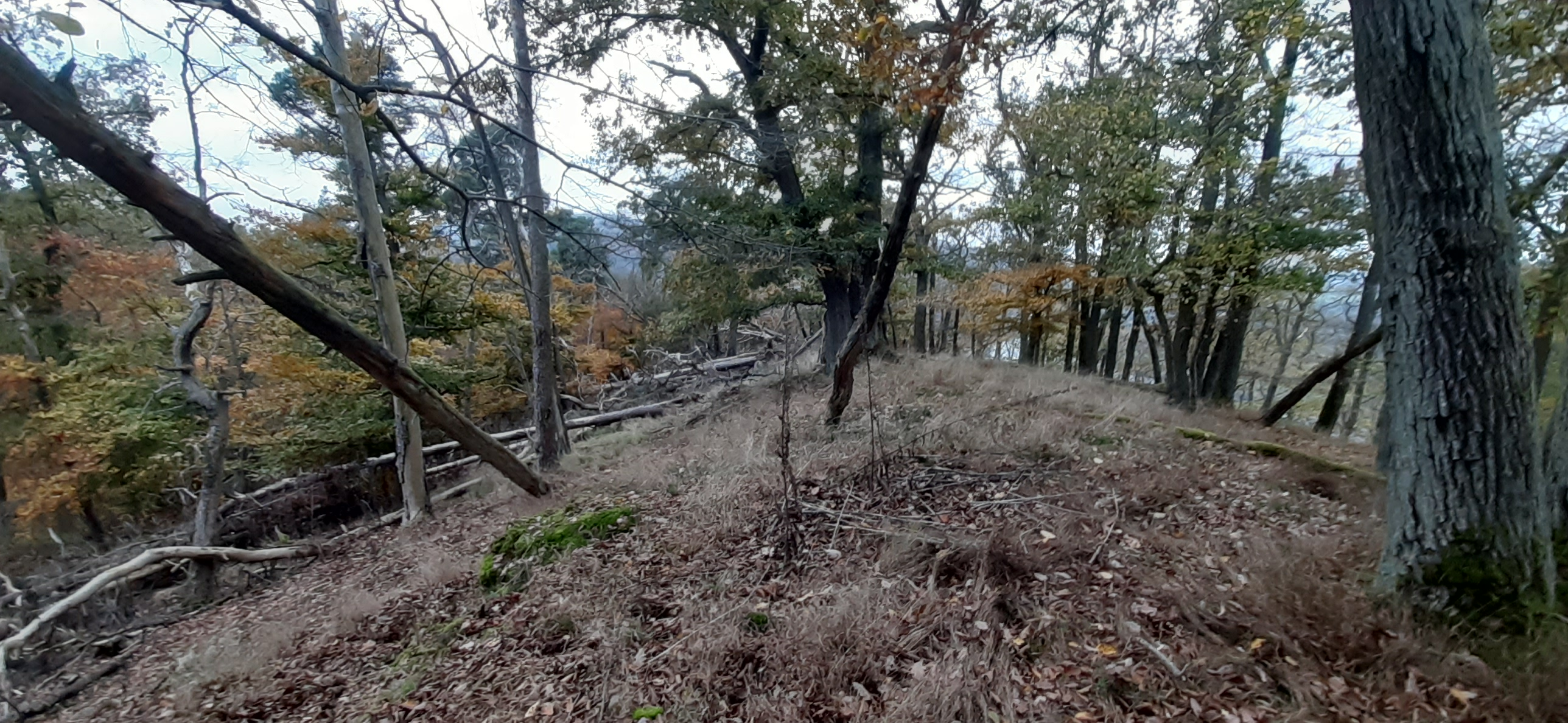
Auslaufendes Gipfelplateau im Westen

## Ringwallanlage
Erst 2014 durch Lidar-Aufnahmen gefunden und durch eine anschließende Begehung durch den damaligen Bezirksarchäologen Klaus Sippel konnte eine Ringwallanlage auf dem Rabenstein bestätigt werden. Die Wallanlage ist durch zwei ovale, nahezu geschlossene, Wälle gekennzeichnet, die um und entlang der Höhenkuppe des Rabenstein Südwest-Nordost orientiert sind. Der äußere Wall umfasst ca. 3,75 ha mit Ausmaßen einer annähernden Ellipse von (SW-NO) 315 m auf (NW-SO) 150 m und eines inneren Walls im Südwesten von 0,65 ha und einer Ausdehnung von 130 auf 60 Metern. Datierende Funde sind nicht bekannt. Die Wallanlage wird allgemein von der Landesarchäologie Hessen als vor- oder frühgeschichtlicher Ringwall angesehen, eine Anlage als frühmittelalterlicher Gerichtsplatz wurde von Klaus Sippel aber auch als möglich erachtet. Im Südwesten deuten die Lidaraufnahmen ein mögliches Zugangstor an.